# Resolução 26 do Conselho de Segurança das Nações Unidas
Resolução 26 do Conselho de Segurança das Nações Unidas, aprovada em 4 de junho de 1947, modificou as regras de procedimento para que, quando o Conselho estava votando para preencher uma posição sobre o Tribunal Internacional de Justiça, a votação continuará enquanto for necessário, até que um candidato possuir a maioria absoluta dos votos.
Foi aprovada por unanimidade.